# Mayu Sasaki
Mayu Sasaki (佐々木 繭 Sasaki Mayu?,  nacido el 12 de enero de 1993 en Kanagawa) es una futbolista japonesa que jugaba como defensa.
Sasaki jugó 8 veces para la selección femenina de fútbol de Japón entre 2016 y 2017.

## Trayectoria

### Clubes
| Club                  | País  | Año         |
| --------------------- | ----- | ----------- |
| Mynavi Vegalta Sendai | Japón | 2013 - 2017 |
| Urawa Reds            | Japón | 2018 -      |

### Selección nacional
| Selección | País  | Año         |
| --------- | ----- | ----------- |
| Absoluta  | Japón | 2016 - 2017 |

## Estadística de equipo nacional
| Selección femenina de fútbol de Japón | Selección femenina de fútbol de Japón | Selección femenina de fútbol de Japón |
| Año                                   | Partidos                              | Goles                                 |
| ------------------------------------- | ------------------------------------- | ------------------------------------- |
| 2016                                  | 3                                     | 0                                     |
| 2017                                  | 5                                     | 0                                     |
| Total                                 | 8                                     | 0                                     |